# USS Argonaut (APS-1)
USS "Argonaut" (SF-7/ SM-1/ APS-1) – największy amerykański okręt podwodny aż do zakończenia II wojny światowej, jedyna amerykańska jednostka morska tej klasy zbudowana specjalnie do wypełniania roli stawiacza min. Należał do grupy 9 okrętów pięciu typów, które powstały w dwudziestoleciu międzywojennym, zwanych czasem V-boats. Okręt w czasie budowy znany był pod oznaczeniem V-4. Stępkę pod budowę nowego okrętu położono 1 maja 1925 r. w stoczni Portsmouth Naval Shipyard. Wodowanie odbyło się 10 listopada 1927 r; matką chrzestną została Philip Mason Sears, córka kontradmirała Williama D. MacDougalla. Łącznie z podobnymi V-5 ("Narwahl") i V-6 ("Nautilus") nie dotyczyły go ograniczenia rozbrojeniowego traktatu londyńskiego, na mocy specjalnej klauzuli, zezwalającej na posiadanie trzech okrętów podwodnych o wyporności standardowej do 2800 ton. V-4 został zaprojektowany z większymi i mocniejszymi silnikami Diesla, niż wcześniejsze okręty z serii typu V, które silniki jednak okazały się niepowodzeniem. V-4 zanurzał się bardzo wolno, a gdy już był pod wodą, osiągał niewielkie prędkości (do 8 węzłów). Stanowił duży cel do wykrycia przez sonar oraz na powierzchni i posiadał słabą manewrowość i bardzo duży promień skrętu.
Posiadał cztery wyrzutnie torped i dwa aparaty do stawiania min na rufie. W czasie budowy V-4 był największą jednostką podwodną skonstruowaną przez Stany Zjednoczone. Określano go nieoficjalnie jako krążownik podwodny. 2 kwietnia 1929 r. V-4 został wcielony do służby w 12. Dywizjonie Okrętów Podwodnych zlokalizowanym w Newport (Rhode Island).
Okręt wziął udział w wojnie podwodnej na Pacyfiku, podczas której 10 stycznia 1943 roku został zatopiony w wyniku ataku japońskich jednostek nawodnych, wraz ze 105 członkami swojej załogi.

## Testy i nowa nazwa
W styczniu i lutym 1929, V-4 przeszedł serie testów w okolicach Provincetown, Massachusetts. Zanurzył się na głębokość 97 m ustanawiając rekord głębokości zanurzenia amerykańskich okrętów podwodnych. 26 lutego 1929 V-4 został przydzielony do 20 Dywizji Okrętów Podwodnych Floty Wojennej i 23 marca przypłynął do San Diego w Kalifornii, jego nowego macierzystego portu. Tam też brał udział w ćwiczeniach bojowych i przeprowadzał rejsy wzdłuż zachodniego wybrzeża.
19 lutego 1931 V-4 został przemianowany na "Argonaut" i 1 lipca tego samego roku numer taktyczny zmieniono mu z SF-7 na SM-1, oznaczający podwodny stawiacz min (w rzeczywistości "Argonaut" nigdy oficjalnie nie nosił przypisywanego mu w publikacjach numeru SS-166). 30 czerwca 1932 przypłynął do Pearl Harbor i został przydzielony do 7 Dywizjonu Okrętów Podwodnych. Do jego zadań należało stawianie min, służba patrolowa i inne rutynowe zajęcia. W październiku 1934 i ponownie w maju 1939, "Argonaut" wziął udział w ćwiczeniach Marynarki Wojennej Stanów Zjednoczonych w okolicach Hawajów. "Argonaut" stał się okrętem flagowym 4 Eskadry Okrętów Podwodnych kapitana Freelanda A. Daubina w połowie 1939 r. Okręt podwodny powrócił na zachodnie wybrzeże w kwietniu 1941, by wziąć udział w szybkich taktycznych ćwiczeniach.

## Patrole na Pacyfiku
28 listopada 1941, "Argonaut" dowodzony przez Stephena G. Barcheta opuścił Pearl Harbor i wyruszył w patrol; znajdował się w okolicach wysp Midway, kiedy to Japonia zaatakowała Pearl Harbor. Po zachodzie słońca 7 grudnia, "Argonaut" wynurzył się na powierzchnię, jego załoga słysząc huk ognia artyleryjskiego dochodzącego z wysp Midway zinterpretowała to jako japoński atak sił inwazyjnych. "Argonaut" zanurzył się i używając sonaru namierzył flotę inwazyjną. Był pierwszym okrętem, który zbliżył się do japońskich okrętów wojennych.
Inwazyjną flotą okazały się być dwa japońskie niszczyciele, które ostrzeliwały brzeg Midway. Jeden z nich przepłynął bardzo blisko "Argonaut". Okręt nie został wykryty, jednak zanim mógł zrobić drugie podejście, niszczyciele dokończyły ostrzał.
Tydzień później, "Argonaut" nawiązał kontakt wzrokowy z trzema albo czterema japońskimi niszczycielami, jednak nie zdecydował się zaatakować. 22 stycznia 1942, wrócił do Pearl Harbor i po krótkim postoju popłynął do stoczni Mare Island Naval Shipyard w celu przeróbki na podwodny okręt transportowy. Po adaptacji mógł zabrać na pokład 120 żołnierzy z lekkim uzbrojeniem, wyposażono go też w radar SJ.

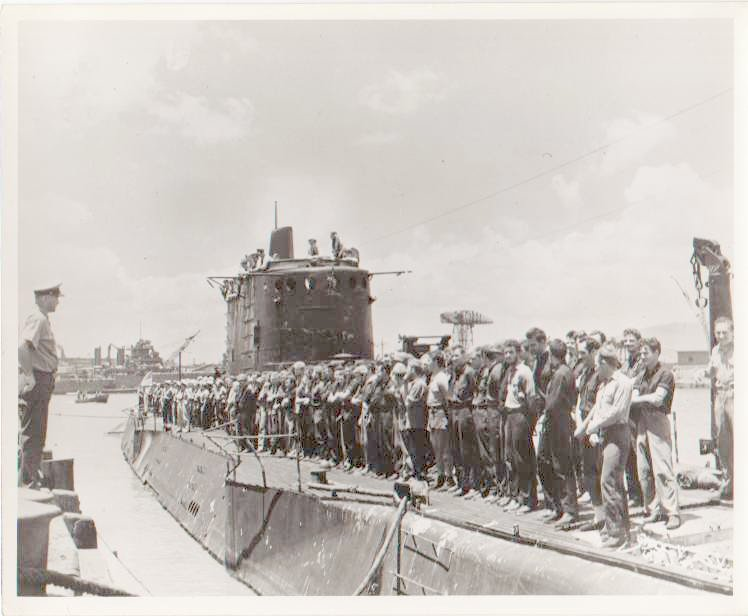
Piechota Morska na pokładzie USS "Argonaut" po powrocie z rajdu na Makin

"Argonaut" powrócił do działań patrolowych na południowym Pacyfiku w sierpniu 1942. Admirał Chester W. Nimitz wyznaczył USS "Argonaut" i USS "Nautilus" do transportu i desantu Marines na wyspie Butaritari w grupie Wysp Gilberta podczas operacji rajdu na Makin. Operacja ta została przeprowadzona w celu odwrócenia uwagi od lądowania na Guadalcanalu i Tulagi. 8 sierpnia dwa okręty podwodne zabrały na swój pokład dwie kompanie 2. batalionu Carlson's Raiders i wypłynęły do Makin. Podczas transportu większość żołnierzy dostała choroby morskiej. Konwój przybył w okolice Makini 16 sierpnia i o 3:30 następnego dnia żołnierze piechoty wojennej rozpoczęli lądowanie. Japończycy albo wcześniej poinformowani, albo nadzwyczaj czujni, przywitali desant silnym ogniem. Jednak do północy 18 sierpnia japoński garnizon 85 żołnierzy został zniszczony; zniszczono radiostacje, zbiorniki paliwa i inne zaopatrzenie, jednak nie udało się schwytać żadnego japońskiego żołnierza. Po zakończeniu operacji marines wrócili, po utracie 30 z nich, na tych samych okrętach podwodnych.

## Finałowa bitwa
"Argonaut" powrócił do Pearl Harbor 26 sierpnia 1942. 22 września zmieniono jego numer taktyczny na APS-1 (oznaczający transportowy okręt podwodny). Pod koniec 1942 r. został przeniesiony do Brisbane w Australii. W grudniu wyszedł na patrol pod dowództwem komandora ppor. Johna R. Pierce’a w niebezpieczny obszar pomiędzy Nową Brytanią i Bougainville, na południe od Kanału Świętego Grzegorza. 2 stycznia 1943 "Argonaut" zatopił japoński patrolowiec pomocniczy "Ebon Maru" na Morzu Bismarka. 10 stycznia 1943 "Argonaut" zauważył japoński konwój pięciu frachtowców wraz z eskortą niszczycieli ("Maikaze", „Isokaze” i "Hamakaze") wracający z Lae do Rabaulu. Atak "Argonauta" na konwój był obserwowany przez samolot amerykański; świadek z samolotu widział jedno trafienie torpedą w niszczyciel i szybki kontratak niszczycieli eskorty (być może wybuch torpedy był przedwczesny, gdyż dokumenty japońskie nie potwierdziły żadnych uszkodzeń). "Argonaut" został uszkodzony przez bomby głębinowe, po czym, po wynurzeniu zatopiony ogniem z dział niszczycieli „Isokaze” i "Maikaze" i zatonął z całą załogą w rejonie pozycji 5°40′S 152°02′E/-5,666667 152,033333. Zginęło na nim 105 oficerów i marynarzy. 26 lutego 1943 r. okręt został skreślony z rejestru okrętów marynarki wojennej Stanów Zjednoczonych.